# Johan Daniel Trache
Johan Daniel Trache, född 1760, död 27 juli 1823, var en tysk valthornist. Trache anställdes i Hovkapellet 1785 och ingick samtidigt i Gustav IIIs privata harmonimusikkår. Därefter tjänstgjorde han som klarinettist och hovtrumpetare 1812-1818.